# Francisco Lynch
Francisco Lynch (Buenos Aires, Virreinato del Río de la Plata, marzo de 1795 - Buenos Aires, Argentina, 4 de mayo de 1840) fue un militar argentino que participó en la Guerra de Independencia y en las guerras civiles de su país, y en la Guerra del Brasil. Es especialmente conocido por haber sido asesinado durante el gobierno de Juan Manuel de Rosas, cuando intentaba huir de este.

## Biografía
Se enroló en el ejército independentista en 1812, y al año siguiente pasó a la marina de guerra organizada por Guillermo Brown para la Campaña Naval de 1814. Luchó como comandante de las fuerzas de tierra en la toma de la isla Martín García en marzo de 1814. Pasó al sitio de Montevideo, poco antes de su caída en manos patriotas, y cuando ésta se produjo, fue el encargado de obtener la rendición del capitán Jacinto Romarate.
A fines de ese año se incorporó al Ejército del Norte y luchó en la batalla de Puesto del Marqués, pero regresó a Buenos Aires por enfermedad. Fue el comandante del cuerpo de Infantería de Marina de Buenos Aires.
En 1817 se casó con Rita Pueyrredón, sobrina del Director Supremo. Al año siguiente participó en las campañas contra Santa Fe, a órdenes del coronel Matías de Irigoyen. En febrero de 1820 participó en la batalla de Cepeda.
Durante los hechos conocidos como la Anarquía del Año XX, se unió al grupo que apoyaba a Carlos María de Alvear, y lo acompañó contra los distintos gobiernos de Buenos Aires. Luchó en la derrota de San Nicolás de los Arroyos y huyó a Montevideo. Regresó a principios del año siguiente, y prestó servicios en Carmen de Patagones.
En 1824 fue nombrado capitán del puerto de Buenos Aires, y al año siguiente volvió a hacerse cargo de la tropa de ejército embarcada en la flota de Brown para la guerra del Brasil. Participó en el Combate de Los Pozos, en la batalla de Juncal y en el asalto de Colonia.
Volvió al mando del puerto de Buenos Aires, hasta que fue reemplazado por orden del gobernador Manuel Dorrego. Se opuso débilmente a la revolución de Juan Lavalle contra Dorrego, y permaneció en puestos secundarios hasta el final del primer gobierno de Juan Manuel de Rosas. Se unió al grupo federal antirrosista y apoyó a Balcarce en su inútil resistencia contra la Revolución de los Restauradores, de 1833. Por ello fue dado de baja por orden de Rosas en 1835.
Se vio complicado en la abortada revolución de Ramón Maza en 1839, y fue atacado por las huestes de la Mazorca, la policía política del régimen de Rosas. Al año siguiente, cuando Lavalle preparaba su invasión a Buenos Aires, decidió huir a Montevideo junto con otras personas. Contrató a un barquero que lo pasaría de noche al otro lado del río, pero fue traicionado por el baqueano que debía llevarlo hasta la embarcación. Este dio la alarma a los miembros de la Mazorca, que se hallaban en las cercanías, y que cargaron sobre ellos.
Todos los miembros de la comitiva fueron muertos, con excepción de José María Salvadores, un funcionario de correos que se escondería durante los siguientes 12 años en el sótano de su casa, para no ser perseguido.
La novela Amalia, de José Mármol, una de las obras fundacionales del romanticismo en la Argentina, que retrata las persecuciones de la época de Rosas, comienza con el relato novelado del intento de huida y el asesinato de Lynch y sus compañeros.

### Homenajes
Varias calles, una localidad y una estación de ferrocarril llevan su nombre. Todas están ubicados en la provincia de Buenos Aires.
La Prefectura Naval Argentina bautizó en su honor al bote GC-21 Lynch, construido en 1966.